# FlatOut 2
FlatOut 2 je závodní počítačová hra vyvinutá společností Bugbear Entertainment a vydaná firmou Empire Interactive a Vivendi Universal Games. Po hře FlatOut vydané roku 2004 se jedná o druhou hrou celé série.
Velmi dobře je propracován model destrukce a to jak vozidel, tak objektů kolem trati (zdemolovat lze téměř vše). Při malém nárazu se rozbijí jen okna a upadne nárazník. Při prudkém střetu odlétávají i kola a větší části karoserie.
Hra je rozdělena do tří tříd:
- derby (auta z vrakoviště upravená pro soutěže, především derby)
- race (klasická závodní auta, občas „upravena“ nějakým škrábancem, či kovovou záplatou)
- street (obyčejná auta upravená pro pouliční závody – podobně jako třeba v Rychle a zběsile)

Hra byla poprvé vydána v Rusku dne 29. června 2006, pak v Evropě 30. června 2006, v Severní Americe 1. srpna 2006 a verze pro Mac OS X byla vydána 3. října 2008. Verze pro Linux vyšla v roce 2014 na webu GOG.com.

## Novinky
Na rozdíl od prvního FlatOutu, v němž existovaly pouze vozy se zadním náhonem, tato hra nabízí automobily s více typy pohonů. Hráč nyní může vlastnit více než jeden vůz. Další změnou je zvýšená přilnavost pneumatik, hráč má větší kontrolu nad svým vozem. V demoličních derby je hráč nucen hrát aktivněji (pokud po určitou dobu nemá kontakt s jiným vozem, je diskvalifikován).

## Ragdoll fyzika
Ragdoll fyzika byla výrazně aktualizována. V průběhu závodu může řidič vyletět z auta např. pokud narazíte do zdi ve vysoké rychlosti. V minihrách je cílem vystřelovat řidiče z auta a zasáhnout s ním cíl (hra šipky, bowling atd.) nebo se snažit aby doletěl co nejdál („skoky na lyžích“) či co nejvýš. Hráč může použít „akrobacii“, kontrolovat řidiče za letu, ale pokud manévruje příliš často řidič ztratí rychlost a začne klesat. Je-li zjevné, že řidič nedosáhne cíle, může hráč použít „šťouchnutí“, tím umožní řidiči snížit odpor a doletět dál.
Kvůli Ragdoll fyzice a vystřelování řidiče z vozu je v Německu hra hodnocena organizací USK jako 18 + (pro starší osmnácti let). Empire Interactive uvedl německou verzi hodnocenou jako 12 +, ve které nahradil řidiče s lidskou podobou figurínami pro crash testy. Tato verze je prodávána také na japonském trhu.

## Ocenění
- cena IGN za nejlepší závodní hru pro PlayStation 2 roku 2006.
- cena Xplay za nejlepší závodní hru roku 2006.